# Pia Wunderlich
Pour les articles homonymes, voir Wunderlich.
Pia Wunderlich est une footballeuse allemande née le 26 janvier 1975 à Schwarzenau. Elle évolue au poste de milieu de terrain au 1.FFC Francfort de 1993 à 2009 et possède 102 sélections (21 buts) en équipe d'Allemagne. 
Elle connaît sa première sélection en équipe nationale le 7 décembre 1993 lors d'une rencontre face à la Russie.  Avec l'Allemagne elle est sacrée championne du Monde en 2003, ainsi que championne d'Europe en 1997, 2001 et 2005. Sa dernière sélection a lieu le 1er mars 2006 face à la Chine. 
Sa sœur cadette Tina est également footballeuse.

## Carrière
- 1991-1993 : TSV Battenberg  Allemagne
- 1993-2009 : FFC Francfort  Allemagne

## Palmarès
- Vainqueur de la Coupe du monde féminine 2003 avec l'Allemagne
- Finaliste de la Coupe du monde féminine 1995 avec l'Allemagne
- Vainqueur du Championnat d'Europe 1997 avec l'Allemagne
- Vainqueur du Championnat d'Europe 2001 avec l'Allemagne
- Vainqueur du Championnat d'Europe 2005 avec l'Allemagne
- Médaille de Bronze aux Jeux olympiques d'Athènes en 2004
- Vainqueur de la Coupe UEFA féminine en 2002 et 2006 avec le 1.FFC Francfort
- Championne d'Allemagne en 1999, 2001, 2002, 2005 et 2007 avec le 1.FFC Francfort
- Vainqueur de la Coupe d'Allemagne féminine (DFB-Pokalsieger) en 1999, 2000, 2001, 2002, 2003 et 2007 avec le 1.FFC Francfort